# 안산 그리너스 FC
안산 그리너스 FC(Ansan Greeners Football Club)는 대한민국 경기도 안산시에 있는 축구 선수단이다. 안산시민프로축구단이 운영하는 남자 프로 축구단이며, 2017년에 창단되었다.

## 역사

### 이흥실 체제 (2017 ~ 2018)
안산시 연고 시민구단 창단은 2014년 제6회 지방 선거를 통해 당선된 제종길 시장의 공약과 안산시 연고인 무궁화 축구단이 2016년을 마지막으로 연고 계약이 만료되고, 아산시로의 연고 이전이 추진되면서 이와 맞물려 탄력을 받았다.
그 후, 무궁화 축구단의 아산시 이전과 동시에 안산 시민구단을 창단한다는 기사가 보도되어 창단이 공식화되었다. 2016년 7월 20일 안산 무궁화 FC의 아산시 이전과 동시에 안산 시민구단을 창단한다는 소식이 전해졌고 22일 제종길 안산시장과 복기왕 아산시장이 한국프로축구연맹에 창단 의향서 제출함으로써 구단 창단이 공식화되었다.
2016년 9월 28일 안산시는 '시민프로축구단 창단추진 준비위원회'를 발족하여 9월 30일 프로축구단 창단 가입 신청서를 제출했다. 그런데 안산시의회에서는 시민구단 창단을 공감대 없는 일방적인 추진이라며 제동을 걸었지만 다행히 10월 28일 '안산연고프로축구단 지원 조례 일부개정 조례안'이 원안 가결되었고 11월 8일 한국프로축구연맹 2016년 제5차 이사회에서도 K리그 회원가입 승인을 받아 시민구단 창단을 확정지었다
2017년부터 K리그 챌린지에 참가하게 되었으며, 구단 명칭을 시민 공모한 후 SNS 투표를 통한 의견수렴 및 12월 6일 최종 회의를 통해 안산 그리너스 FC로 팀명이 확정되었고, 구단의 초대 감독은 2016시즌까지 안산을 연고지로 하였던 안산 무궁화 FC의 감독이였던 이흥실 감독을 선임하였으며, 구단에 해체 및 인수 합병된 울산 현대미포조선 돌고래로부터 12명의 선수를 영입하였다.
3월 4일 대전 시티즌과의 홈경기를 통해 역사적인 첫 경기를 치르게 되었으며, 바호디르 나시모프가 선제골을 성공시키며 구단 창단 1호골의 주인공이 되었으며, 이후 한건용이 후반 추가시간에 극적인 추가골을 성공시키며 2:1 승리를 거두면서 창단 첫 승을 기록하였다. 3월 11일 부산 아이파크와의 경기를 통해 첫 원정 경기를 치렀고, 유연승이 골을 성공시키며 구단 창단 원정 1호골의 주인공이 되었지만 1:3으로 패했다.
6월 17일 대전월드컵경기장에서 펼쳐진 대전 시티즌과의 원정 경기서 2:1 승리를 거두며 창단 첫 원정 경기 승리를 거두었다.
9월 23일 FC 안양전에서 패배하면서 승강 플레이오프 진입의 마지노선인 4위권 진입이 좌절되면서 승격은 다음해를 기약해야만 했으며, 리그에서 최종 9위를 거두며 창단 첫시즌을 마무리졌으며, 장혁진이 리그 도움 1위에 오르는 쾌거를 이루었다.
2018년 8월 21일 성적부진으로 인하여 자진 사퇴하였고 이영민 수석코치가 감독대행을 맡게 되었다.

### 임완섭 체제 (2018 ~ 2019)
2018년 8월 30일, 경남 FC의 수석코치를 맡았던 임완섭을 구단의 새로운 감독으로 선임했다. 2019시즌 안산은 플레이오프 진출권 경쟁을 하는 예상 밖의 모습을 보여주었다. 하지만 시즌 막판 뒷심 부족으로 인해 5위에 그치며 창단 첫 플레이오프 진출은 실패로 돌아갔다. 2019시즌 종료 후 임완섭 감독은 자진 사퇴했다.

### 김길식 체제 (2020 ~ 2021)
2020시즌을 앞두고 김길식을 새 감독으로 선임했다.
그러나 2021 시즌 중 성적 부진으로 경질되었다.

## 선수 명단
참고: FIFA 자격 규정에 따라 소속된 국가대표팀 국기를 표시합니다. 선수는 복수의 FIFA 비회원국 국적을 가지고 있을 수 있습니다.
| 번호 | 포지션 | 국적 | 이름     |
| ---- | ------ | ---- | -------- |
| 1    | GK     |      | 이승빈   |
| 2    | DF     |      | 이규빈   |
| 3    | DF     |      | 이풍연   |
| 4    | DF     |      | 장민준   |
| 6    | MF     |      | 김현태   |
| 7    | MF     |      | 손준석   |
| 8    | MF     |      | 라파     |
| 10   | FW     |      | 사라이바 |
| 11   | FW     |      | 박형우   |
| 13   | FW     |      | 김건오   |
| 14   | DF     |      | 안재준   |
| 16   | DF     |      | 정용희   |
| 17   | FW     |      | 류승완   |
| 18   | MF     |      | 정성호   |
| 19   | MF     |      | 양세영   |
| 20   | MF     |      | 이찬우   |
| 21   | GK     |      | 조성훈   |
| 22   | DF     |      | 박시화   |
| 25   | MF     |      | 조지훈   |

| 번호 | 포지션 | 국적 | 이름                      |
| ---- | ------ | ---- | ------------------------- |
| 26   | DF     |      | 임지민                    |
| 27   | FW     |      | 박채준                    |
| 28   | FW     |      | 강수일                    |
| 29   | DF     |      | 김요셉                    |
| 31   | GK     |      | 김종혁                    |
| 32   | DF     |      | 이서진                    |
| 33   | DF     |      | 에두                      |
| 34   | MF     |      | 심태웅                    |
| 35   | MF     |      | 서명식                    |
| 36   | FW     |      | 송태성                    |
| 37   | DF     |      | 박정우                    |
| 38   | FW     |      | 이지성                    |
| 39   | MF     |      | 장동혁                    |
| 66   | MF     |      | 배수민                    |
| 77   | MF     |      | 제페르송 페헤이라 지 소자 |
| 99   | FW     |      | 김우빈                    |

## 스태프

### 코칭 스태프
| 직위        | 이름   | 비고 |
| ----------- | ------ | ---- |
| 감독        | 이관우 |      |
| 수석코치    | 홍성요 |      |
| 코치        | 한병용 |      |
| 코치        | 김남혁 |      |
| 코치        | 양상민 |      |
| 골키퍼 코치 | 고재윤 |      |

## 기록과 통계

### 시즌 결과
| 시즌 | 리그 | 리그 | 리그 | 리그 | 리그 | 리그 | 리그 | 리그 | 리그 | 리그 | FA컵 | ACL |
| 시즌 | 등급 | 경기 | 승   | 무   | 패   | 득   | 실   | 차   | 승점 | 순위 | FA컵 | ACL |
| ---- | ---- | ---- | ---- | ---- | ---- | ---- | ---- | ---- | ---- | ---- | ---- | --- |
| 2017 | 2    | 36   | 7    | 12   | 17   | 36   | 54   | -18  | 33   | 9    | 3R   | -   |
| 2018 | 2    | 36   | 10   | 9    | 17   | 32   | 45   | -13  | 39   | 9    | 32강 | -   |
| 2019 | 2    | 36   | 14   | 8    | 14   | 46   | 42   | +4   | 50   | 5    | 3R   | -   |
| 2020 | 2    | 27   | 27   | 7    | 7    | 13   | 18   | 34   | -16  | 7    | 3R   | -   |
| 2021 | 2    | 36   | 11   | 10   | 15   | 37   | 49   | -12  | 43   | 7    | 3R   | -   |
| 2022 | 2    | 40   | 8    | 13   | 19   | 49   | 67   | -18  | 37   | 9    | 3R   | -   |
| 2023 | 2    | 36   | 6    | 7    | 23   | 40   | 72   | -32  | 25   | 12   | 3R   | -   |
| 2024 | 2    | 36   |      |      |      |      |      |      |      |      |      | -   |

## 클럽 역대 인물

#### 역대 주장과 부주장
| 년도   | 주장   | 부주장        |
| ------ | ------ | ------------- |
| 2017년 | 박한수 | 박준희 정현식 |
| 2018년 | 박준희 | 장혁진        |
| 2019년 | 이승빈 | 이인재        |
| 2020년 | 이인재 |               |
| 2021년 | 연제민 |               |
| 2022년 | 김륜도 |               |
| 2022년 | 이상민 |               |
| 2022년 | 김영남 |               |
| 2023년 | 김정호 |               |
| 2024년 | 김영남 |               |

### 역대 감독
- 취임은 공식 취임식 일자이며 취임식이 없거나 미상인 경우 공식 선임 일자를 기재한다

| 순번 | 이름   | 선임       | 취임       | 사임       | 재임 시즌 | 비고                       |
| ---- | ------ | ---------- | ---------- | ---------- | --------- | -------------------------- |
| 1대  | 이흥실 | 2016-10-30 | 2016-11-17 | 2018-08-21 | 2017–2018 | - 구단 초대 감독           |
| 대행 | 이영민 | 2018-08-21 | 2018-09-30 | 2018-09-30 | 2018      | - 구단 초대 감독 대행      |
| 2대  | 임완섭 | 2018-09-30 | 2018-09-30 | 2019-12-24 | 2018–2019 | - 구단 최초 지역 출신 감독 |
| 3대  | 김길식 | 2019-12-31 | 2019-12-31 | 2021-09-16 | 2020–2021 |                            |
| 대행 | 민동성 | 2021-09-16 | 2021-09-16 | 2021-11-25 | 2021      |                            |
| 4대  | 조민국 | 2021-11-25 | 2021-11-25 | 2022-07-08 | 2022      |                            |
| 대행 | 임종헌 | 2022-07-08 | 2022-07-08 | 2022-08-11 | 2022      |                            |
| 5대  | 임종헌 | 2022-08-11 | 2022-08-11 | 2023-06-22 | 2022–2023 |                            |
| 대행 | 김정우 | 2023-06-23 | 2023-06-23 | 2023-06-27 | 2023      |                            |
| 대행 | 송한복 | 2023-06-27 | 2023-06-27 | 2023-08-16 | 2023      |                            |
| 6대  | 임관식 | 2023-08-16 | 2023-08-16 | 2024-07-11 | 2023-2024 |                            |
| 대행 | 송경섭 | 2024-07-12 | 2024-07-12 | 2024-08-11 | 2024      |                            |
| 7대  | 이관우 | 2024-08-09 | 2024-08-11 |            | 2024-     |                            |

## 스폰서
| 년도  | 유니폼 스폰서 | 메인 스폰서 | 서브 스폰서  |
| ----- | ------------- | ----------- | ------------ |
| 2017  | 켈미          | 스포빌      | 현대미포조선 |
| 2018  | TheHump       | 다인그룹    | 현대미포조선 |
| 2019  | Lupo finta    | 다인그룹    | 현대미포조선 |
| 2020  | Lupo finta    | 안산시      |              |
| 2021- | 카파          | 광양건설    |              |

## 경기장
| 경기장 | 이름            | 소유주              | 개장년도 | 사용기간 | 사용기간 |
| 경기장 | 이름            | 소유주              | 개장년도 | 사용시작 | 사용종료 |
| ------ | --------------- | ------------------- | -------- | -------- | -------- |
|        | 안산와~스타디움 | 안산시 시설관리공단 | 2007년   | 2017년   | 현재     |

### 홈 경기장
홈경기장은 대한민국 경기도 안산시의 다목적 경기장인 안산와~스타디움이다. 1,128억 원의 예산을 투입하여 2003년 4월 착공, 2006년 11월 완공하였다. 면적 16만 8,437m2, 관중석 3만 5,000석의 지하 1층·지상 4층 규모이다. 2017년부터 사용 중이다. 
2012년까지 내셔널리그의 안산 H FC가 이 경기장을 사용했으나, 고양으로 연고지 이전 후 한때 이 경기장을 홈으로 사용하는 축구팀은 없었다. 2013년 HSBC 아시아 5개국 럭비 대회가 열리기도 했다. 2014년부터 2016년까지 K리그 챌린지의 안산 경찰청 축구단이 이 경기장을 홈구장으로 사용했다. 2017시즌부터는 안산 그리너스 FC가 사용하게 된다.
와~스타디움이라는 명칭은 경기장에서 시민들의 화합의 목소리 "와~" 나 "Welcome to Ansan" 등 다양한 의미를 가지고 있다.

## 엠블럼과 마스코트
클럽 마스코트는 '로니'와 '다니'이다. 종족은 늑대이다. 노란색 털을 가진 게 다니이다.

## 라이벌

### FC 안양 (4호선 더비)
2016년 4월 3일 당시 안산 무궁화 FC의 구단주였던 제종길 안산시장이 전화로 FC 안양의 구단주였던 이필운 안양시장에게 도전장을 던진 것으로부터 시작되었으며, 제종길 시장은 수원 FC와 성남 FC가 이미 깃발을 내걸고 경기한 것처럼 패배한 팀의 구단주가 경기 결과가 새겨진 상대팀의 유니폼을 입고 하루 동안 집무를 보자고 제안했고 이에 이필운 시장이 제안을 수락하면서 두 팀 간의 대결이 성사되었다.
이후 안산 무궁화가 재창단 형식으로 아산시로 연고지를 이전하면서 2017시즌부터는 안산 그리너스가 FC안양과 4호선 더비를 치르게 되었고, 3월 19일 홈에서 FC 안양하고 첫 맞대결을 펼쳤고, 1:0 승리를 거두었다.

## 참고 문헌
- “스포츠지원포털 등록 현황”. 대한체육회.
- “KFA 통합경기정보 시스템”. 대한축구협회.
- “K리그 데이터 포털”. 한국프로축구연맹.

## 같이 보기
- 안산 그리너스 FC R
- 안산 무궁화 FC